# Anna d'Asburgo (duchessa di Baviera 1318)
Anna d'Asburgo (1318 – Vienna, 14/15/17 dicembre 1343) è stata una religiosa austriaca.

## Biografia
Anna nacque nel 1318, come terzogenita di Federico I d'Asburgo e di Isabella d'Aragona. Nel 1326 o il 21 settembre 1328 a Landshut sposò il duca Enrico XV di Baviera.
Rimasta vedova nel 1333, il 29 settembre del 1336 sposò Giovanni Enrico IV di Gorizia, ma anche questo secondo matrimonio durò pochi anni, fino alla morte del conte nel 1338.
Nel 1340 entrò nell'ordine delle Clarisse, prendendo il velo con altre ventisei nobildonne nel convento di Santa Chiara in Kärntner Straße; divenuta badessa nel 1341, morì e fu tumulata all'interno del convento due anni dopo.

## Ascendenza
|                              |                      |                               | Genitori                     |  |  | Nonni |  |  | Bisnonni            |  |  | Trisnonni            |  |
|                              |                      |                               |                              |  |  |       |  |  | Rodolfo I d'Asburgo |  |  | Alberto IV il Saggio |  |
|                              |                      |                               |                              |  |  |       |  |  | Rodolfo I d'Asburgo |  |  | Alberto IV il Saggio |  |
|                              |                      | Edvige di Kyburg              |                              |  |  |       |  |  | Rodolfo I d'Asburgo |  |  |                      |  |
| Alberto I d'Asburgo          |                      |                               |                              |  |  |       |  |  | Rodolfo I d'Asburgo |  |  |                      |  |
|                              |                      | Gertrude di Hohenberg         | Burcardo V di Hohenberg      |  |  |       |  |  |                     |  |  |                      |  |
|                              |                      | Gertrude di Hohenberg         | Burcardo V di Hohenberg      |  |  |       |  |  |                     |  |  |                      |  |
|                              |                      | Gertrude di Hohenberg         | Matilda di Tubinga           |  |  |       |  |  |                     |  |  |                      |  |
| Federico I d'Asburgo         |                      | Gertrude di Hohenberg         |                              |  |  |       |  |  |                     |  |  |                      |  |
|                              |                      | Mainardo II di Tirolo-Gorizia | Mainardo I di Tirolo-Gorizia |  |  |       |  |  |                     |  |  |                      |  |
|                              |                      | Mainardo II di Tirolo-Gorizia | Mainardo I di Tirolo-Gorizia |  |  |       |  |  |                     |  |  |                      |  |
|                              |                      | Mainardo II di Tirolo-Gorizia | Adelaide del Tirolo          |  |  |       |  |  |                     |  |  |                      |  |
| Elisabetta di Tirolo-Gorizia |                      | Mainardo II di Tirolo-Gorizia |                              |  |  |       |  |  |                     |  |  |                      |  |
|                              |                      | Elisabetta di Wittelsbach     | Ottone II di Baviera         |  |  |       |  |  |                     |  |  |                      |  |
|                              |                      | Elisabetta di Wittelsbach     | Ottone II di Baviera         |  |  |       |  |  |                     |  |  |                      |  |
|                              |                      | Elisabetta di Wittelsbach     | Agnese del Palatinato        |  |  |       |  |  |                     |  |  |                      |  |
| Anna d'Asburgo               |                      | Elisabetta di Wittelsbach     |                              |  |  |       |  |  |                     |  |  |                      |  |
|                              | Pietro III d'Aragona | Giacomo I d'Aragona           |                              |  |  |       |  |  |                     |  |  |                      |  |
|                              | Pietro III d'Aragona | Giacomo I d'Aragona           |                              |  |  |       |  |  |                     |  |  |                      |  |
|                              | Pietro III d'Aragona | Iolanda d'Ungheria            |                              |  |  |       |  |  |                     |  |  |                      |  |
| Giacomo II d'Aragona         | Pietro III d'Aragona |                               |                              |  |  |       |  |  |                     |  |  |                      |  |
|                              |                      | Costanza II di Sicilia        | Manfredi di Sicilia          |  |  |       |  |  |                     |  |  |                      |  |
|                              |                      | Costanza II di Sicilia        | Manfredi di Sicilia          |  |  |       |  |  |                     |  |  |                      |  |
|                              |                      | Costanza II di Sicilia        | Beatrice di Savoia           |  |  |       |  |  |                     |  |  |                      |  |
| Isabella d'Aragona           |                      | Costanza II di Sicilia        |                              |  |  |       |  |  |                     |  |  |                      |  |
|                              |                      | Carlo II di Napoli            | Carlo I d'Angiò              |  |  |       |  |  |                     |  |  |                      |  |
|                              |                      | Carlo II di Napoli            | Carlo I d'Angiò              |  |  |       |  |  |                     |  |  |                      |  |
|                              |                      | Carlo II di Napoli            | Beatrice di Provenza         |  |  |       |  |  |                     |  |  |                      |  |
| Bianca di Napoli             |                      | Carlo II di Napoli            |                              |  |  |       |  |  |                     |  |  |                      |  |
|                              |                      | Maria d'Ungheria              | Stefano V d'Ungheria         |  |  |       |  |  |                     |  |  |                      |  |
|                              |                      | Maria d'Ungheria              | Stefano V d'Ungheria         |  |  |       |  |  |                     |  |  |                      |  |
|                              |                      | Maria d'Ungheria              | Elisabetta la Cumana         |  |  |       |  |  |                     |  |  |                      |  |
|                              |                      | Maria d'Ungheria              |                              |  |  |       |  |  |                     |  |  |                      |  |